# Ma vie avec Dalí
Pour plus de détails, voir Fiche technique et Distribution.
Ma vie avec Dalí (Dalíland) est un film américano-britannique réalisé par Mary Harron, sorti en 2022.
Il s'agit d'un film biographique sur Salvador Dalí.
Il est présenté en avant-première en clôture du festival international du film de Toronto 2022.

## Synopsis
New York, 1973 : lorsque James, jeune propriétaire d’une galerie, est invité à l’une des fêtes organisées par le célèbre peintre Salvador Dalí, il pénètre dans un univers exquis. James est censé assister Dalí dans les préparatifs d’une grande exposition, une opportunité unique pour lui. Mais plus il passe de temps avec l’artiste extravagant, plus il plonge dans les difficultés financières, mais aussi relationnelles du peintre. En effet, James comprend que la relation apparemment solide entre Dalí et sa femme, Gala, tout aussi excentrique, est sur le point de voler en éclats.[réf. souhaitée]

## Fiche technique
Sauf indication contraire, les informations mentionnées dans cette section peuvent être confirmées par la base de données cinématographiques IMDb,  présente dans la section « Liens externes ».
- Titre original : Dalíland
- Réalisation : Mary Harron
- Scénario : John C. Walsh
- Musique : Edmund Butt
- Direction artistique : Caterina Vanzi
- Décors : Isona Rigau
- Costumes : Hannah Edwards
- Photographie : Marcel Zyskind
- Son : Gary Desmond, Richard Kondal et Andrew Neil[1]
- Montage : Alex Mackie
- Production : Daniel Brunt, Chris Curling, Edward R. Pressman, Sam Pressman, David O. Sacks
- Production déléguée : Max Burger, Monique Burger, Charlotte Colbert, Philip Colbert, Jerry Daigle, Marc Iserlis, Jon Katz, Hannah Leader, Michael R. Newman, Munkhtulga Od, Paula Paizes, Cynthia Saggar et Chandu Shah
- Sociétés de production : Zephyr Films, Pressman Film, Room 9 Entertainment, Neon Productions, Popcorn Group et Serein Productions
- Sociétés de distribution : n/a
- Budget : n/a
- Pays de production :  États-Unis,  Royaume-Uni[1]
- Langue originale : anglais
- Format : couleur
- Genre : biographie, drame
- Durée : 104 minutes
- Dates de sortie[2] :
  - Canada : 17 septembre 2022 (Festival du film de Toronto - film de clôture)
  - États-Unis : n/a
  - France : n/a

## Distribution
- Ben Kingsley (VF : Christophe Seugnet) : Salvador Dalí
  - Ezra Miller : Salvador Dalí, jeune
- Barbara Sukowa (VF : Christine Pâris) : Gala Dalí
  - Avital Lvova : Gala Dalí, jeune
- Christopher Briney (VF : Gwen Aristide) : James Linton
- Rupert Graves (VF : Jean-François Roubaud) : le capitaine Moore
- Alexander Beyer (VF : Jean-Pierre Leblan) : Christoffe
- Andreja Pejić (VF : Nathalie Bienaimé) : Amanda Lear
- Suki Waterhouse (VF : Julie Wolff) : Ginesta / Lucy
- Mark McKenna : Alice Cooper
- Zachary Nachbar-Seckel (VF : Françoua Garrigues) : Jeff Fenholt (en)
- Joella Hinson-King : Donyale Luna
- Jack Shaloo (en) (VF : Pablo Cherrey-Iturralde) : Desmond Carter

## Production
En mai 2018, Ben Kingsley, Lesley Manville, Tim Roth, Frank Dillane et Ezra Miller sont annoncés à la distribution dans un film sur Salvador Dalí, réalisé par Mary Harron et écrit par John C. Walsh,. Ezra Miller devait initialement tenir le rôle de James, mais doit l'abandonner en raison du tournage du film Les Animaux fantastiques : Les Secrets de Dumbledore. Christopher Briney est alors choisi pour le remplacer alors qu'Ezra Miller incarne finalement dans quelques scènes flashbacks une version jeune de Salvador Dalí, interprété par Ben Kingsley dans la majorité du film.
En mai 2021, Barbara Sukowa, Alexander Beyer, Avital Lvova, ou encore Rupert Graves sont annoncés alors qu'Andreja Pejić, Suki Waterhouse et Mark McKenna remplacent finalement Lesley Manville, Tim Roth et Frank Dillane.
Le tournage se déroule principalement à Liverpool pour y récréer New York. Quelques scènes sont tournées au Canada et en Espagne. Les prises de vues s'achèvent[Quand ?].

## Accueil

### Festival
Dalíland est présenté le 17 septembre 2022 au festival international du film de Toronto.